# Célébration de Noël par pays

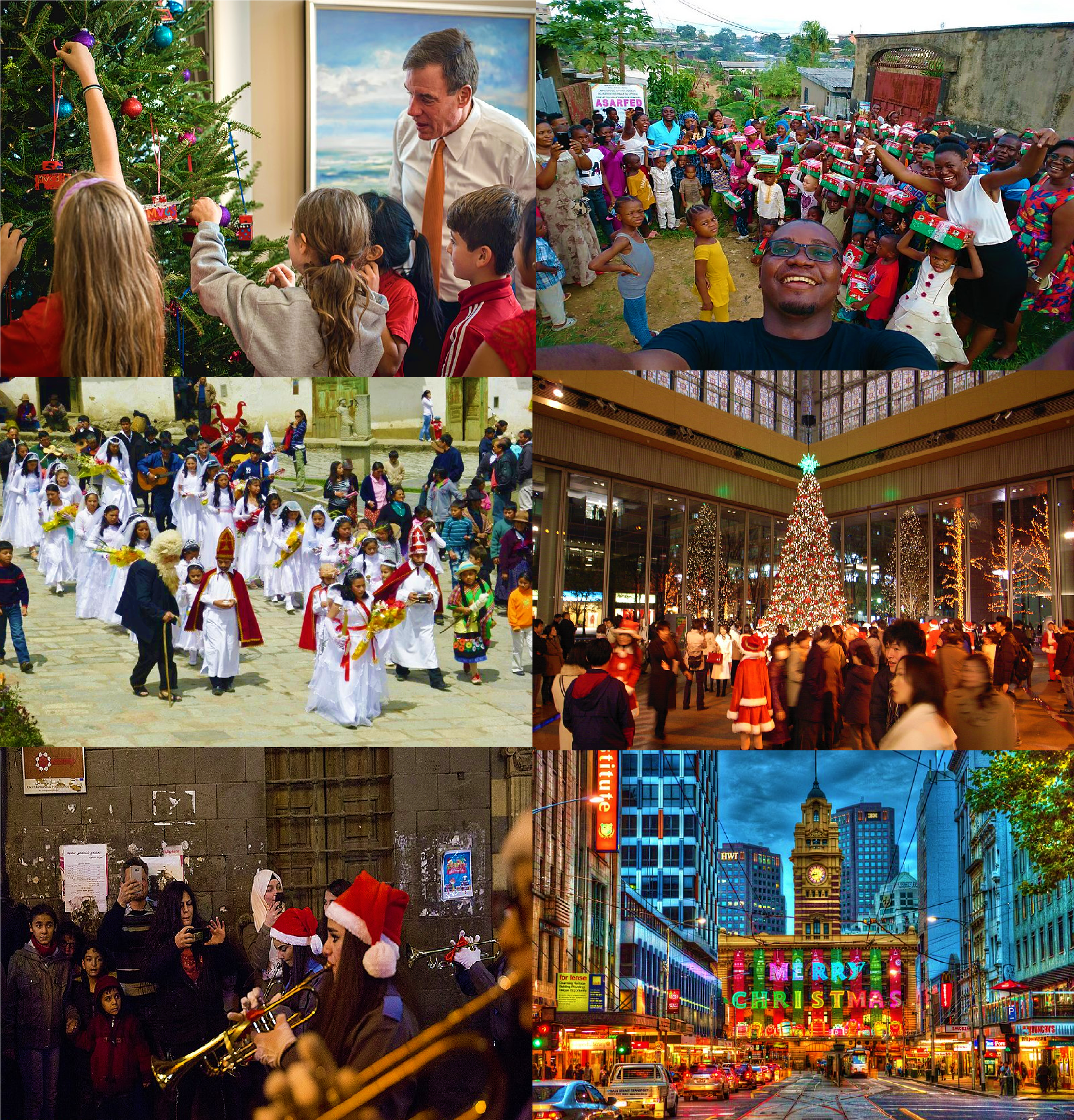
Célébration de Noël dans divers endroits du monde

On célèbre Noël différemment selon les pays. Le jour de Noël, ainsi que, dans certains cas la veille et le lendemain de Noël, sont reconnus par de nombreux gouvernements nationaux et cultures à travers le monde, y compris dans les régions où le christianisme est une religion minoritaire. Dans certaines régions non chrétiennes, ce sont des périodes d'ancienne domination coloniale qui ont introduit la célébration (ex. Hong Kong) ; dans d'autres, des minorités chrétiennes ou des influences culturelles étrangères ont amené les populations à la célébrer.
Dans de nombreux pays, les traditions de Noël comprennent l'installation et l'éclairage d'arbres de Noël, la suspension de couronnes de l'Avent, de bas de Noël, de sucre d'orge, la préparation d'une assiette de cookies et un verre de lait pour le père Noël, ou encore la mise en place de crèches mettant en scène la naissance de Jésus-Christ. Des chants de Noël peuvent être chantés, en certains pays par des chanteurs à l'étoile, et des histoires racontées sur des personnages tels que l'Enfant Jésus, Saint-Nicolas, le Père Noël, Christkindel ou encore Ded Moroz. L'envoi et l'échange de cartes de Noël, la pratique du jeûne, les célébrations religieuses telles que la messe de minuit ou les vêpres le Réveillon de Noël, la combustion d'une bûche de Noël et l'échange de cadeaux sont également des pratiques courantes. Avec Pâques, Noël est l'une des périodes les plus importantes du calendrier chrétien et est souvent étroitement lié à d'autres jours fériés sur cette période de l'année, comme l'Avent, la fête de l'Immaculée Conception, la Saint-Nicolas, la Saint-Étienne, le nouvel an ou encore l’Épiphanie.

Carte des pays où Noël est un jour férié soit les 24 et 25 décembre soit les 6 et 7 janvier. Plus la couleur est foncée, plus il y a de jours fériés.

De nombreux gouvernements reconnaissent le jour de Noël comme un jour férié officiel, tandis que d'autres le reconnaissent de manière symbolique mais pas comme une célébration légale officielle. Noël n'est pas considéré comme un jour férié officiel en Afghanistan, en Algérie, en Azerbaïdjan, au Bahreïn, au Bhoutan, au Cambodge, en Chine (sauf à Hong Kong et Macao), aux Comores, en Iran, en Israël, au Japon, au Koweït, au Laos, en Libye, aux Maldives, en Mauritanie, en Mongolie, au Maroc, en Corée du Nord, en Oman, au Qatar, en République sahraouie, en Arabie saoudite, en Somalie, au Tadjikistan, en Thaïlande, en Tunisie, en Turquie, au Turkménistan, aux Émirats arabes unis, en Ouzbékistan, au Vietnam et au Yémen. Certains pays comme le Japon, où Noël n'est pas férié mais est populaire malgré le faible pourcentage de chrétiens, en ont adopté de nombreux aspects laïques de Noël, tels que l'échange de cadeaux, les décorations et les arbres de Noël. L'échange de cadeaux n'est pas considéré comme une tradition.
Les célébrations de Noël à travers le monde peuvent varier considérablement, reflétant des traditions culturelles et nationales différentes. Dans les pays avec une forte tradition chrétienne, une variété de célébrations de Noël se sont développées, elles incorporent les cultures régionales et locales.

## Variation géographique

### Afrique

#### Éthiopie et Érythrée
Le jour de Noël est un jour férié en Érythrée, il est célébré le 7 janvier ou le 27 « Tahsas » du calendrier éthiopien. Noël s'appelle « Ledet » (ልደት) en Érythrée ou « Gena » (ገና) en Éthiopie. Beaucoup de chrétiens dans les deux pays jeûnent pendant 40 jours (jeûne des prophètes). Ils se rendent ensuite à l'église à l'aube le matin de Noël. Des célébrations musicales colorées ont lieu le jour de Noël, des prêtres vêtus de leurs plus belles robes y participent et exécutent des rituels, dansent et jouent de la batterie ou d'autres instruments. À l'aube, tout le monde s'habille de blanc pour aller à l'église. En fin d'après-midi, on joue à un jeu traditionnel appelé le « Gena », une sorte de hockey. Le meneur de la communauté y participe et un prix est décerné au gagnant. Selon une légende éthiopienne, le jeu était joué par les bergers qui s'occupaient de leurs troupeaux la nuit de la naissance de Jésus. La plupart des Éthiopiens portent également un « shamma » traditionnel, une mince enveloppe de coton blanc avec des rayures de couleurs vives sur les extrémités. Après la fête vient le festival de trois jours « Timkat » qui commence le 19 janvier et célèbre le baptême de Jésus-Christ,.

#### Nigeria
Le jour de Noël est considéré comme un jour férié au Nigeria. Il est marqué, chaque année, par le retour des Nigériens dans leurs villages ancestraux pour se retrouver en famille et bénir les moins fortunés. Alors que les villes se vident, les gens accourent dans les marchés ouest-africains pour acheter et transporter des poulets, des chèvres et des vaches encore en vie, nécessaires à la préparation du repas de Noël.
Le jour du Réveillon de Noël, des plats sont préparés selon les traditions de chaque région. Dans l'ensemble, les Nigériens ont tendance à préparer plusieurs types de viandes en grande quantité. Dans le sud, on sert le « riz wolof » accompagné de plusieurs ragoûts de viandes variées, de haricots bouillis et de plantains frits ; dans le nord, on mange du riz et du ragoût ou du « Tuwo Shinkafa », un riz au lait servi avec divers ragoûts de viande. Plusieurs desserts locaux, rarement trouvés dans d'autres régions du Nigeria, sont également préparés dans le nord. Une alternative dans les deux régions (bien que plus appréciée dans le sud) est une soupe au poivre avec du poisson, de la chèvre ou du bœuf qui peut également être servie avec du Foufou (igname pilée). On peut servir en accompagnement une gamme de boissons généralement alcoolisées telles que le vin de palme traditionnel ou diverses bières et vins locaux ou importés ; on sert, aux femmes et aux enfants, des équivalents non-alcoolisés fabriqués localement.
Au Nigeria, il est coutume d'offrir de l'agent et les plus fortunés offrent également des cadeaux aux moins fortunés. Une fois les personnes venant de villages, villes et parfois de pays lointains, arrivées, on leur laisse quelques jours pour s'installer. Après ça, les membres de leur famille qui habitent sur place viennent à leur rencontre pour leur demander de l'aide, qu'elle soit financière ou non. De l'argent et des cadeaux soigneusement emballés peuvent être distribués lors de somptueuses fêtes, mariages ou cérémonies ; l'argent est parfois jeté en l'air pour être attrapé par les autres ou encore collé sur le front moite de personnes qui dansent.
Au Nigeria, on compte autant de chrétiens que de musulmans. Cela engendre parfois des conflits religieux. La secte islamiste Boko Haram a bombardé des églises chrétiennes à Noël 2009.

#### Afrique du Sud
Noël en Afrique du Sud est un jour férié, il est célébré le 25 décembre. De nombreuses traditions viennent d'Europe malgré la distance.
On installe des arbres de Noël dans les maisons et les cadeaux sont déposés dans les bas de Noël. Les sapins de Noël traditionnels sont populaires et les enfants déposent à leurs pieds un bas ou du lait et des biscuits, le jour du Réveillon, pour le Père Noël lorsqu'il viendra apporter les cadeaux le soir même. Dans les villes et les villages, il est coutume de chanter des chants de Noël à la chandelle au début de la saison des fêtes lorsque des personnes se réunissent pour donner des jouets et de vêtements aux enfants dans le besoin.
On mange généralement des tartelette de viande hachée, de la dinde, de la rouelle, de la langue de bœuf, de la dinde gigogne, du corned-beef, de la salade verte ou encore du rosbif pour le repas de Noël qui est parfois servi lors d'un barbecue en plein air. On termine le repas par un pudding de Noël, de la glace ou une bagatelle. Il est coutume de faire du bruit en mangeant des biscuits de Noël.
Bien que Noël ait lieu au milieu de l'été dans l'hémisphère sud, les motifs représentant l'hiver sont populaires en Afrique du Sud.

### Asie

#### Asie de l'Est

##### Chine
En Chine, le 25 décembre n'est pas un jour férié, sauf dans les régions administratives de Hong Kong et de Macao, anciennes colonies respectivement du Royaume-Uni et du Portugal.
Sur le continent, le peu de citoyens chinois se considérant chrétiens célèbre Noël officieusement, et généralement en privé, bien que beaucoup d'autres, ne se considérant pas forcément chrétiens, célèbrent Noël. De nombreuses coutumes se rapprochent fortement des célébrations occidentales comme le fait d'envoyer des cartes de vœux, d’échanger des cadeaux ou encore d'accrocher des bas de Noël. On retrouve de plus en plus de décorations de Noël commerciales, d'enseignes lumineuses et d'autres objets symboliques dans les grands centres urbains de la Chine continentale en décembre, ce qui reflète un intérêt culturel pour ce phénomène occidental et, qui est parfois, au cœur des campagnes marketing.

###### Hong Kong

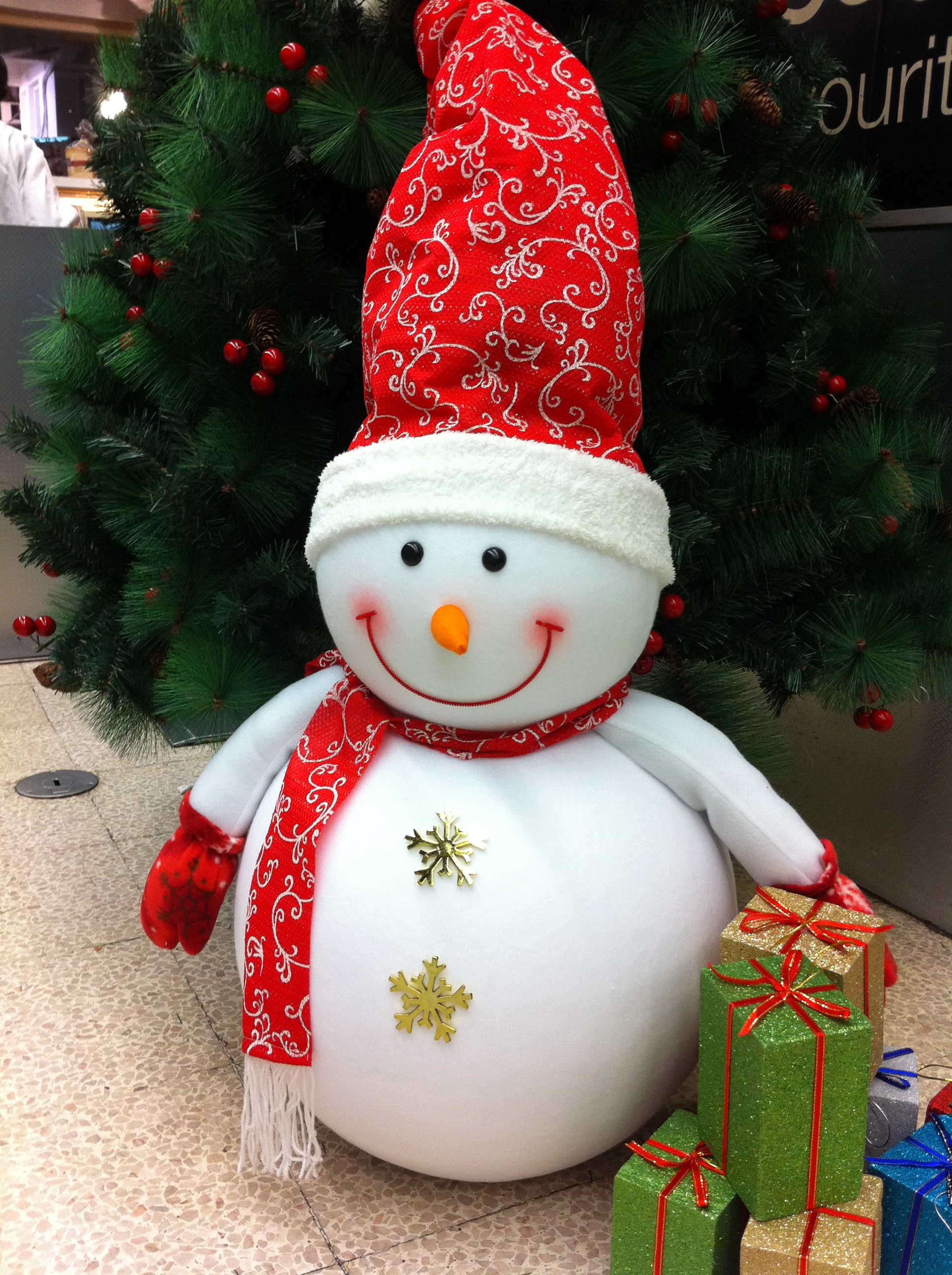
Noël 2012 à Hong Kong.

À Hong Kong, où Noël est un jour férié, de nombreux bâtiments faisant face au port de Victoria sont décorés de lumières de Noël. On trouve des sapins de Noël dans les grands centres commerciaux et autres bâtiments publics, ainsi que dans certaines maisons, malgré le peu d'espace. Les catholiques de Hong Kong peuvent également assister à la messe de Noël.
Depuis l'époque coloniale, Hong Kong reste profondément influencée par la culture britannique et occidentale. Noël est l'un des festivals les plus appréciés à Hong Kong après le Nouvel An lunaire. L'atmosphère de Noël est également plus présente que dans la plupart des pays d'Asie. Le jour de Noël le 25 décembre et Boxing Day le 26 sont des jours fériés. Il n'a pas toujours été commun de célébrer Noël. Ce n'est qu'après la stabilisation de Hong Kong que le nombre de personnes célébrant cette fête a commencé à augmenter. Bien que les chrétiens ne représentent qu'un huitième de la population de Hong Kong, l'atmosphère de Noël y est bien présente. Le public considère généralement cette fête annuelle comme un grand jour pour partir en vacances, voyager, aller au carnaval, se reposer, faire de nouvelles rencontres ou encore se faire des amis. Après le 31 octobre, les décorations de Halloween sont retirées et sont remplacées, à la mi-novembre, par des décorations de Noël et des éclairages sur des murs intérieurs et extérieurs de nombreux centres commerciaux et les façades des bâtiments des deux côtés de port de Victoria, Tsim Sha Tsui et Central. Des sapins de Noël sont disposés un peu partout et un sapin géant de 15 mètres est érigé à Statue Square au Central. Beaucoup de citoyens commencent les festivités au début de décembre, ils assistent par exemple à des fêtes de Noël, organisent des diners ou encore échangent des cadeaux. Les prêtres protestants et catholiques de Hong Kong publient des annonces de Noël le jour du Réveillon. Bien que la veille de Noël, le 24 décembre, ne soit pas un jour férié, certaines sociétés permettent à leurs employés et aux patrons de quitter le travail tôt, la bourse n'étant ouverte que le matin ce jour-là. Le soir du Réveillon est le moment le plus important dans la célébration de Noël. Tsim Sha Tsui, Causeway Bay et Lan Kwai Fong au Central se remplissent de monde qui vient profiter des lumières de Noël et des carnavals. Les églises et les chapelles tiennent une messe de minuit ce soir-là, et certains protestants et catholiques assistent à des rassemblements religieux. La plupart des magasins, restaurants et lieux de divertissement restent ouverts à Noël, de même pour les transports en commun tels que le MTR et les bus qui sont disponibles toute la nuit. Toutes les écoles maternelles et primaire, tous les collèges, et tous les établissements d'enseignement supérieur de Hong Kong ont des vacances de Noël. La plupart des écoles primaires et collèges organisent généralement la fête de Noël le 20 ou le 21 décembre avant les vacances de Noël qui durent jusqu'au jour de l'An, ce qui fait des vacances de Noël et du nouvel an lunaire les deuxièmes vacances les plus longues de l'année, après les vacances d'été. Les associations étudiantes des universités et établissements d'enseignement supérieur organisent des fêtes de Noël à partir de la mi-décembre. Les étudiants de ces types d’établissements ne sont, en général, pas obligés de suivre les cours entre le jour de Noël et le jour de l'an. Les citoyens de Hong Kong aiment profiter des vacances de Noël pour se retrouver entre amis ou en famille pour faire du shopping ou s'amuser, tandis que les jeunes préfèrent passer des vacances en couple ou trouver des partenaires pendant les vacances, comme pendant la Saint-Valentin. Les Hongkongais sont de plus en plus nombreux à penser que les cadeaux de Noël ne doivent être ouverts qu'au lendemain de Noël le 26 décembre, c'est pour cette raison qu'ils appellent ce jour le « jour d'ouverture des cadeaux », bien qu'en réalité, la plupart des gens ouvrent leurs cadeaux de Noël le soir du Réveillon ou le matin de Noël le 25, et que très peu d'entre eux les ouvrent le 26. Certains enfants écrivent des lettres au Père Noël, ces lettres sont considérées comme du « courrier non distribuable » et le personnel de la Poste se charge de répondre à chacune d'entre elles en se faisant passer pour le Père Noël. Certains Hongkongais fêtent également le solstice d'hiver en même temps que Noël, jusqu'au jour de l'an.

###### Macao
Noël est un jour férié à Macao. Ses traditions sont principalement influencées par le Portugal, ayant été une colonie portugaise jusqu'au 20 décembre 1999. Les casinos de Macao restent ouverts le jour de Noël. Les messes de Noël dans les églises catholiques de Macao ont lieu en chinois ou en portugais.

##### Japon

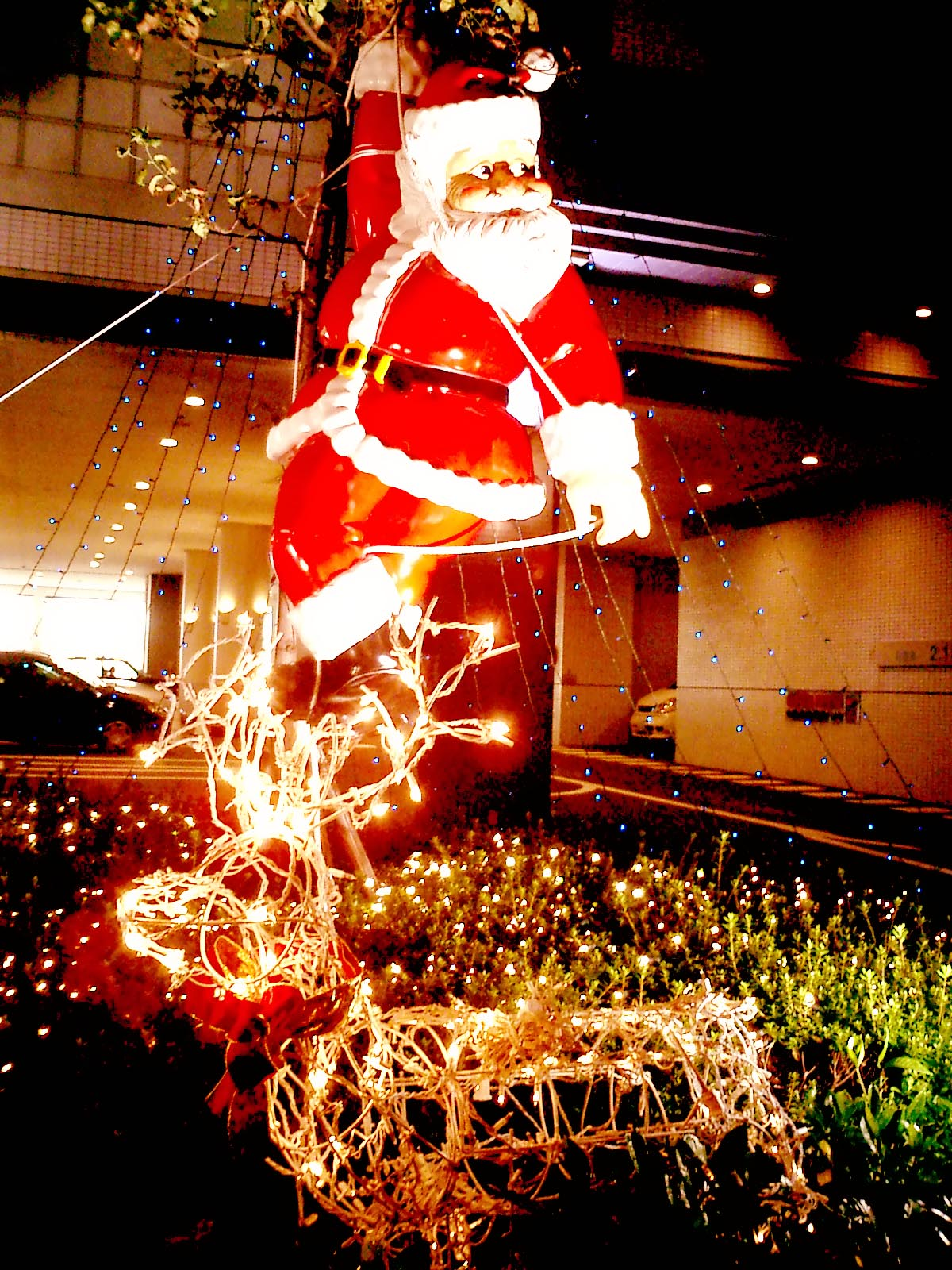
Le père Noël à Kobe au Japon

Encouragée par le commerce, la célébration laïque de Noël est populaire au Japon, bien que ce ne soit pas une fête nationale. On y échange parfois des cadeaux. Les fêtes de Noël ont lieu autour du jour de Noël ; le gâteau de Noël japonais, une génoise blanche recouverte de crème et décoré de fraises, est souvent consommé. On trouve également des Christstollens très facilement, qu'ils soient importés ou fabriqués localement. Les décorations lumineuses décorent les villes et les sapins ornent les maisons et les centres commerciaux. La veille de Noël est devenue une fête de couples, faite pour passer du temps ensemble et échanger des cadeaux. Depuis une campagne publicitaire réussie des années 1970, manger au KFC à Noël est devenu une coutume nationale. Ses plats à base de poulet sont si populaires pendant la saison des fêtes que les magasins prennent les réserves des mois à l'avance.

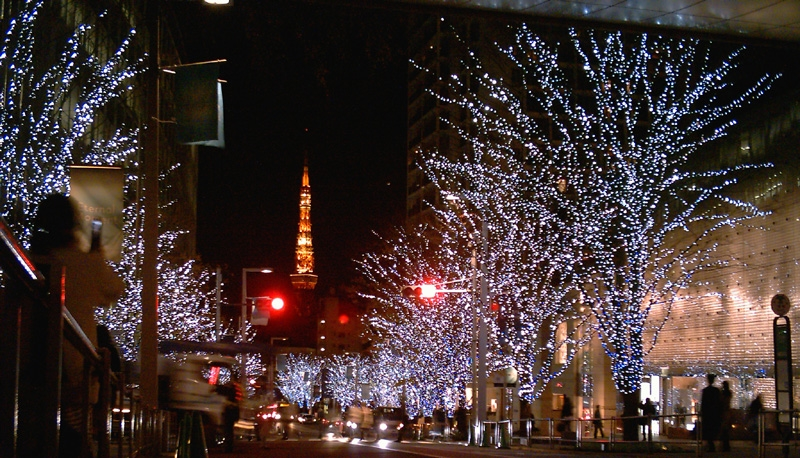
Décorations lumineuses à Tokyo

Les premières traces d'un Noël au Japon viennent d'une messe organisée par des missionnaires jésuites dans la préfecture de Yamaguchi en 1552. Certains pensent que Noël était déjà célébré avant cette date, aussi tôt qu'en 1549 lorsque saint François Xavier est arrivé au Japon. En 1612, le christianisme fût interdit dans tout le Japon. Cependant, quelques Kakure Kirishitan (« chrétiens cachés ») ont continué à le pratiquer en secret jusqu'à 250 ans plus tard.
Noël refait son apparition au Japon avec le christianisme à l'époque Meiji. Influencé par l'Amérique, des fêtes de Noël ont lieu et des cadeaux sont échangés. La pratique s'est répandue petit à petit, mais le fait que la date de Noël soit si proche de celle du nouvel an fait que moins d'attention y est portée. La célébration de cette fête devient populaire auprès des non-chrétiens dans les années 1900 après la guerre russo-japonaise. Pendant la Seconde Guerre mondiale, toutes les célébrations, en particulier les célébrations américaines, ont été mises de côté. À partir des années 1960, grâce à une économie en pleine expansion et à l'influence de la télévision américaine, Noël est redevenu populaire. De nombreuses chansons et séries télévisées présentent Noël comme romantique, comme Last Christmas par Exile. L'anniversaire du dernier Empereur, Akihito, le 23 décembre est ou était une fête nationale. Les entreprises ferment tôt pour les fêtes de la nouvelle année et ne rouvrent qu'après le 3 janvier.

##### Taïwan

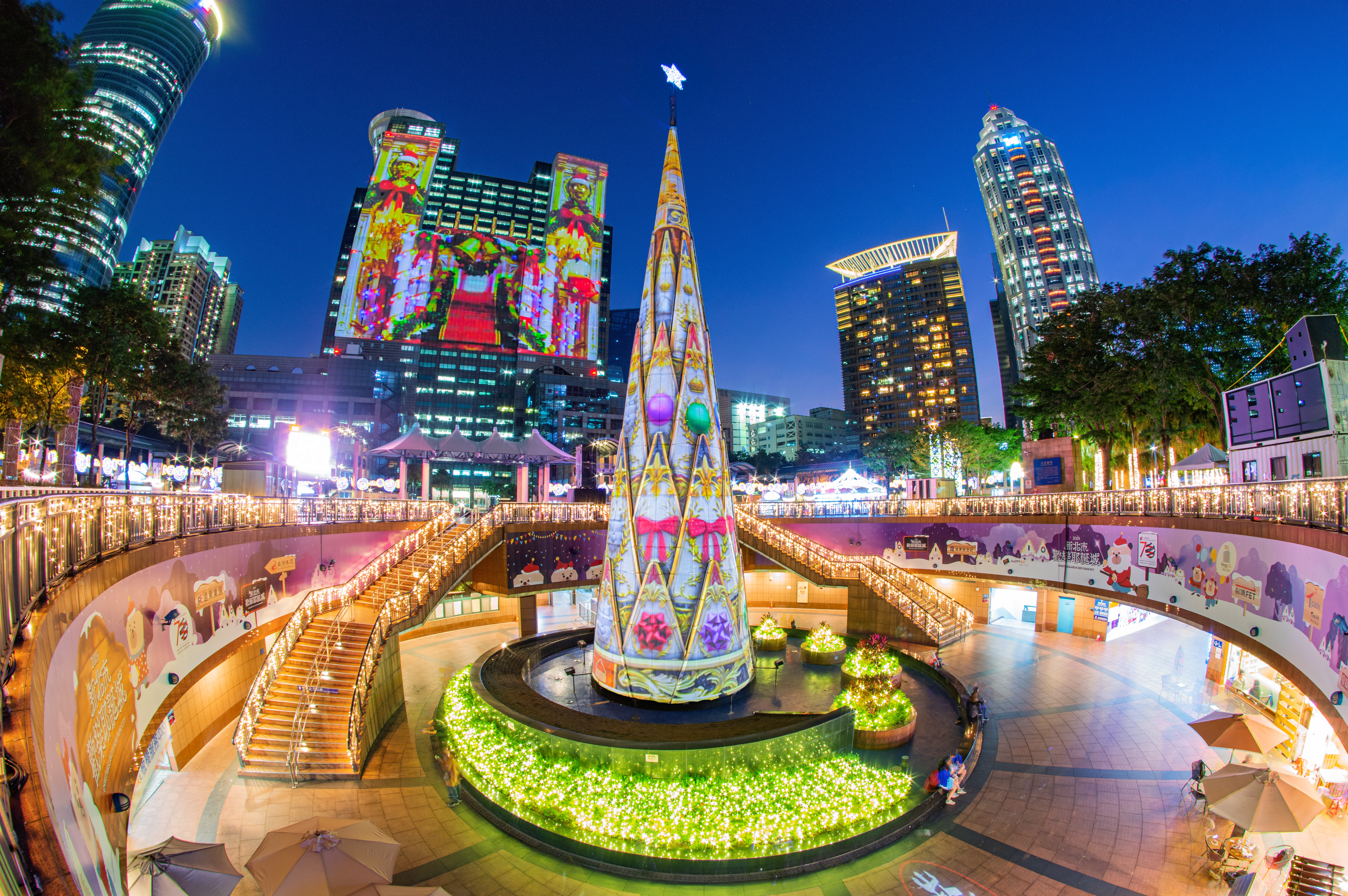
Christmasland in New Taipei City en 2019

Comme seulement 5 % environ de la population est chrétienne, Noël n'est généralement pas célébré comme un événement religieux à Taïwan. Avant 2001, le 25 décembre était une fête nationale, car c'était le jour de la Constitution, date à laquelle la Constitution de la République de Chine a été signée en 1947. Ces dernières années, la célébration laïque de Noël gagne en popularité à Taïwan, où des fêtes de Noël sont organisées et des cadeaux sont parfois échangés. Les grandes villes et les centres commerciaux sont désormais décorés de lumières et d'arbres de Noël en décembre pour célébrer le festival. L'un des événements de Noël les plus populaires à Taïwan est Christmasland in New Taipei City, organisé par le gouvernement de la ville de Nouveau Taipei, composé d'activités majeures de célébration de Noël et d'installations artistiques. Une série d'activités telles que la garden-party familiale, le carnaval de Noël et le concert du réveillon sont souvent organisées, malgré le programme est légèrement différent d'une année à l'autre.